# 藤本竹香
藤本 竹香（ふじもと ちくこう、1893年（明治26年）9月20日 - 1974年（昭和49年）1月2日）は、日本の書家。本名・銀次（ぎんじ）。

## 年譜
- 1893年（明治26年）山口県熊毛郡平生町に生まれる。本名は銀次。
- 1912年（明治45年）朝鮮総督府臨時土地調査局に勤務。
- 1915年（大正4年）善隣商業学校高等科卒業。内閣恩賜局に勤務するかたわら、近藤雪竹に就いて書法を学ぶ。
- 1921年（大正10年）近藤雪竹の後継者として逓信省へ迎えられ大臣官房秘書課に勤務。
- 1928年（昭和3年）日本書道作振会書展において文部大臣賞（最高賞）を受賞。
- 1931年（昭和6年）泰東書道院展において金賞（最高賞）を受賞。
- 1933年（昭和8年）泰東書道院常任理事審査員となる。
- 1937年（昭和12年）宮島詠士に就いて書法を学ぶ。大日本書道院審査員となる。
- 1939年（昭和14年）興亜書道連盟審査員となる。
- 1943年（昭和18年）高等官七等に陞任。
- 1945年（昭和20年）日本書道美術院審査員となる。
- 1947年（昭和22年）書道芸術院総務審査員となる。
- 1948年（昭和23年）新日本書道院総務審査員、毎日書道展審査員となる。
- 1954年（昭和29年）日展出品依嘱。社団法人日本書道連盟企画委員を経て同連盟理事となる。
- 1958年（昭和33年）全官公書道連盟会長となる。
- 1959年（昭和34年）日展会員となる。郵政事務官の職を退き、郵政省嘱託となる（終身）。
- 1962年（昭和37年）日本書道会常任理事審査員となる。
- 1966年（昭和41年）瑞雲書道会審査員、官公書道連盟副会長となる。
- 1968年（昭和43年）勲四等瑞宝章を受ける。
- 1974年（昭和49年）永眠。正五位、銀杯一組を賜る。